# Achatina achatina
De tijgerslak (Achatina achatina) is een slakkensoort uit het geslacht Agaatslakken. Zijn oorspronkelijke leefgebied zijn de regenwouden van West-Afrika. Het geldt als de grootste landslak ter wereld en is dan ook het voornaamste lid van de Afrikaanse reuzenslakken.

## Beschrijving
De tijgerslak kan tot 30 centimeter, en het huisje tot 25 cm lang worden. Gemiddeld wordt het huisje van een volwassen dier echter 18 cm lang met een diameter van 9 cm. De Achatina achatina onderscheidt zich van de andere Afrikaanse reuzenslakken door een relatief puntig en conisch gevormd huis, bruin gekleurd en met een kenmerkend streeppatroon (aldus de naam tijgerslak).

## Leefgebied en verspreiding
De tijgerslak komt van oorsprong voor in de regenwouden van West-Afrika, gestrekt van Guinee tot Nigeria. Hoewel ze door de handel nu ook elders in de wereld te vinden zijn, vormen ze niet de plaag zoals de grote agaatslak veroorzaakt, omdat ze een regelmatig en zeer hoge luchtvochtigheid nodig hebben om zich te ontwikkelen.

## Klimatologische eisen
De tijgerslak heeft een stabiele klimaat nodig voor zijn ontwikkeling: Temperatuur moet tussen de 25 en 30 °C zijn met een dagelijkse variatie van tussen de 2 en 4 °C. De relatieve vochtigheid moet met een variatie van tussen 80 en 95% permanent hoog zijn. Het aantal uren daglicht moet tussen 11 en 13 uur zijn. Zodra het te droog wordt graaft de tijgerslak zich voor estivatie in. Dit verklaart waarom de kweek van de tijgerslak moeilijk is en het dier zich niet zo gauw als een exotische pest in afwijkende klimaten verspreidt.

## Economische waarde
De tijgerslak is erg gewaardeerd om het vlees. In feite is het de meest populaire slak voor consumptie in Afrika. Echter, zijn klimatologische eisen maakt de kweek ervan problematisch en wordt het dus vooral via wildraap verkregen. Als gevolg hiervan is de tijgerslak zeldzamer aan het worden.

## Gee Geronimo
Gee Geronimo was de grootst landslak ooit. Deze 900 gram wegende tijgerslak haalde in 1978 het Guiness wereldrecordboek: het was in gestrekte stand, van snuit tot staart, 39,3 cm lang, terwijl zijn huisje 27,3 cm lang was.